# صناعة الشوكولاتة في الفلبين
تطورت صناعة الشوكولاتة في الفلبين بعد إدخال شجرة الكاكاو في الزراعة الفلبينية. تتميز زراعة الكاكاو أو الكوكو بتاريخ طويل يمتد من الحقبة الاستعمارية.  نشأ الكاكاو في  غابات أمريكا الوسطى، وقد أدخله المستعمرون الإسبان لأول مرة منذ أربعة قرون. منذ ذلك الحين كانت صناعة الكاكاو الفلبينية هي المنتج الرئيسي لحبوب الكاكاو في جنوب شرق آسيا. هناك العديد من مجالات إنتاج الكاكاو في الفلبين، بسبب التربة والمناخ. تصنع الشوكولاتة حاليًا في نطاق صغير إلى متوسط.

## تاريخ الشوكولاتة

### المصطلح المحلي
هُجِيَت كلمة «شوكولاتة» كما نعرفها اليوم بطرق مختلفة على مر الزمن، مثل تشوكالاتال، وجوكولاتي، وجاكولات، وشوكليت. إنه مشتق من كلمة cacahuatl أو xocoatl ، وهو مشروب مُريخمره الأزتيك من حبوب الكاكاو الممزوجة بالتوابل، والنبيذ، والمكونات المحلية الأخرى التي يمكن إرجاعها إلى المكسيك قبل العصر الكولومبي.
Cacahuatl هو اندماج كلمات المايا kaj و kab ، والتي تترجم إلى عصير مُر. أضِيف اللاحقة -atl التي تعني الماء أو السائل إلى kajkab ، لتشكيل kajkabatl ، ثم لاحقًا kajkabhuatl مع إدخال hu.
شجرة الكاكاو، التي أطلق عليها عالم النبات السويدي كارولوس لينيوس اسمها اللاتيني العلمي عام 1753 هو Theobroma cacao ، هي واحدة من 22 نوعًا من Theobroma. تعني Theobroma «طعام الآلهة»، من الكلمات اليونانية ثيو (الله) وبروما (طعام). يستخدم هذا النوع كمواد خام للمنتجات الصيدلانية ومستحضرات التجميل، ومع ذلك، يستخدم الكاكاو بشكل أساسي لإنتاج الشوكولاتة والكاكاو عن طريق معالجة الحبوب.
في اللغة الفلبينية، تُترجم الشوكولاتة إلى tsokolate ، وهو أيضًا مشروب شوكولاتة ساخن مصنوع من أقراص الكاكاو، المصنوعة من حبيبات الكاكاو المحمصة والمطحونة المصبوبة في شكل دائري أو أقراص تُستخدم تقليديًا في الفلبين لصنع الشوكولاتة الساخنة. يستخدم باتيرول، التكيف الفلبيني للمولينيو المكسيكي، لخلط الماء الساخن جيدًا مع اللوح في شوكولاتة لجعله رقيقاً. والنتيجة هي tsokolate de batirol ، وهو مشروب شوكولاتة ساخن سميك ودسم، يُشار إليه بطريقة أخرى باسم سيكاوات في منطقة فيساياس.
يستخدم Tablea أيضًا في إنتاج تشامبورادو، من بين العديد من أطباق الكاكاو الأخرى. tsamporado مكتوب باللغة الفلبينية، وهو طبق عصيدة أرز حلو في الفلبين يتمتع به إلى جانب العديد من الأطعمة الساخنة أو الباردة، وعادةً ما يكون بالاشتراك مع الأسماك المجففة، والتي تسمى tuyo أو daing.

### أصل الكاكاو في الفلبين
أُحضِر نبات الكاكاو للمرة الأولى إلى الفلبين في القرن الثامن عشر الميلادي عندما قام جاليون إسباني من المكسيك بنقل كريولو النقي، الذي يُعتبر أحد أفضل أنواع الكاكاو، من أمريكا الوسطى إلى المحيط الهادئ. على الرغم من أن أشجار الكاكاو كانت تزرع في الأصل في المكسيك وأمريكا الوسطى، إلا أن الفلبين أصبحت أرضًا مثالية لزراعة الكاكاو بسبب جغرافيتها باعتبارها غابة مطيرة استوائية تقع على بعد 10-15 درجة من خط استواء الأرض، حيث يقع حزام الكاكاو على بعد 20 درجة من خط الاستواء. اليوم، تُزرع أشجار الكاكاو في جميع أنحاء المنطقة الاستوائية بما في ذلك منطقة البحر الكاريبي، وأفريقيا، وجنوب شرق آسيا، وجزر المحيط الهادئ في ساموا وغينيا الجديدة.

### المجالات الرئيسية لإنتاج الكاكاو

#### باتانغاس
على الرغم من أن مقاطعة باتانغاس لا تنتج سوى 0.47 طنًا متريًا من إنتاج الكاكاو اعتبارًا من عام 2016، إلا أنها معروفة جيدًا بأقراص tsokolate أو أقراص الشوكولاتة التي تعتبر واحدة من أطباقها الشهية وغالبًا ما تستخدم في صنع الشوكولاتة الساخنة الفلبينية التقليدية.

#### سيبو
تساهم سيبو جنبًا إلى جنب مع مقاطعا بيسايا المركزية الأخرى بحوالي 1 ٪ فقط من إنتاج الكاكاو في البلاد، ومع ذلك، تشتهر سيبو بإنتاج الكاكاو عالي الجودة. على الرغم من أن هناك حاليًا أقل من مائة جمعية، وعمال، ومزارعين فرديين يزرعون ما يقدر بنحو 2000 هكتار في سيبو، إلا أن المقاطعة تهدف إلى الحصول على أكبر حصة في إنتاج الكاكاو. المقاطعة موطن للكريولو أو «كاكاو بيسايا»، وهو كاكاو عالي الجودة له طعم قوي، وعطري، وحلو، ومر، وقوام غني. كما أنها موطن لـ Ralfe Gourmet و The Chocolate Chamber و Casa de Cacao برئاسة راكيل تشوا المعروف برفع منتجات الكاكاو الفلبينية.